# Mulchén (kommun)
Mulchén är en kommun i Chile.   Den ligger i provinsen Provincia de Biobío och regionen Región del Biobío, i den södra delen av landet, 500 km söder om huvudstaden Santiago de Chile.
I omgivningarna runt Mulchén växer i huvudsak städsegrön lövskog. Runt Mulchén är det glesbefolkat, med 15 invånare per kvadratkilometer.